# Иван Донев
Иван Донев е италиански моден дизайнер от български произход.

## Биография
Роден е на 4 юли 1987 г. в Пловдив в семейство на строител от град Раковски и шивачка от град Първомай. Любовта му към българския фолклор е предадена от родителите му. Основното си образование завършва в Раковски, а средното в СУ „Св. св. Кирил и Методий“ в Пловдив с профил народно пеене.
През 2006 г. заминава за Италия с намерение да учи сценография. Първоначално учи италиански в Университета за чужденци в Перуджа. След това кандидатства и е приет да учи в Международната академия за висша мода „Коефия“ в Рим, която завършва през 2012 г. Иван е вторият български студент в историята на академията. Преподаватели в академията са дизайнери от големите модни къщи – „Булгари“, „Джими Чу“, а графика изучава при дизайнери на „Warner Bross“. Дипломните проекти на студентите се следят от дизайнери на „Валентино“, а стажът им преминава в модни къщи като „Фаусто Сарли“, „Гатинони“ и „Ферагамо“.
През юли 2012 г. дебютира в седмицата на модата в Рим – „Алта Рома Алта Мода“ с последния си проект в академията. Месец след дебюта Иван започна да получава предложения за публикации в международни списания и модни блогове. Негови модели се появяват на кориците на модните списания в Лондон и Ню Йорк. Иван Донев е поканен да представи творби в Седмицата на модата в Истанбул. По време на дизайнерската седмица в Милано през следващата година, дизайнерът получава престижната награда за луксозен продукт, уникалност, творчество и иновации – „CertiLuxe“.
По време на „Карнавала на лукса“ в Португалия през 2014 г. Иван Донев представи своята колекция, която е пътувала по света в изложбените галерии и подиуми в Италия, Дубай, Катар, Америка, Турция и Франция.
През март 2016 г. в Пекин Иван Донев е един от финалистите на Седмицата на модата на Китай. Няколко дни след това неговите модели са представени в Египет. През 2018 г. е удостоен с наградата „Златна игла“ – Дизайнер на годината – на българско сдружение „Академия за мода“.
Неговото изкуство се появява по страниците на списанията „Harper's Bazaar“, „ELLE“ и „HELLO“.
Иван участва в благотворителни събития за изграждане на училища в райони, разрушени от земетресения, кампании срещу булимия и анорексия, защита на правата на хората с увреждания и др.

## Признания и награди
- Първа награда на конкурса за млади дизайнери „Под небето на Дженцано 2012“ – „Вграждане на цветя в рокля", Рим, Италия[1]
- Първа награда на конкурса за млади дизайнери „Под небето на Дженцано 2012“ по темата „Огън“ – „Четирите елемента на природата“, Рим, Италия[1]
- Дебют в седмицата на „Алта Мода Алта Рома“ през юли 2012 г. Алта Рома, Рим, Италия[5][6][4]
- Участие в Европейско модно събитие през ноември 2012 г. Брест, Франция
- Награда „MARIANNA“ на „Изкуство за разпространение на правата на човека – Защита на бедността“ – Италия
- Награда „CertiLuxe 2013“ за иновации, уникалност и качество в модния дизайн, Милано, Италия[4]
- Награда „WORLD OF FASHION“ – модна седмица, Рим, Италия[5][4]
- Награда моден дизайнер „NEW GENERATION“, Рим, Италия[6]
- Награда „Fashion Week“ в Истанбул, Турция[1]
- Благотворителен търг „Изкушението на модата“, април 2013 г., Рим
- „Сърцето и модата“, благотворително събитие за училищата в Африка, Рим
- Награда „HEART & FASHION“, благотворително събитие „Не на булимията и анорексията“, 24 март 2014 г., Рим
- Награда Isanbul fashion Award – Седмицата на модата, 2016 г., Истанбул, Турция[6]
- Награда за Отличие в Дизайна, Excellence Design, Hempel Award, Asia Fashion Week 2016 – Пекин, Китай[6]
- Награда Nefertiti Award 2016 – Интернационален Моден Фестивал – Луксор, Египет[5][6][2]
- Награда Kerala Fashion Week VIE Award 2017 – Индия
- Оскар за мода, категория „Най-добър интернационален дизайнер“ от RCCI 2018 – Чикаго, Америка[6]
- „Златна Игла“ 2018, категория „Дизайнер на годината“ – София, България[3]
- Награда FREEETIME, “Хора на годината” 2018, Рим
- Награда Golden Lady категория „Най-добър интернационален дизайнер“, 2018 – Ченай, Индия
- Отличие за иновация, 2019 – Ротердам, Нидерландия
- Награда Golden Lady, категория „Най-добър интернационален дизайнер“, 2022 – Дубай,  Обединени арабски емирства